# Listă de programe KDE
Aceasta este o listă de programe scrise pentru KDE și sortate după categorie.

## Editoare
- Kate - Editor de text avansat
- Kedit - Un editor de text foarte simplu
- Kile - Editor LaTeX
- KWrite - Editor de text

## Educație
- KGeography - Program pentru testarea cunoștințelor de geografie
- Kiten - Program pentru învățarae limbii japoneze
- KLAid - Study tool that pops up flashcards while you're using the PC.
- Konjue - Tool to conjugate and deconjugate French verbs.
- KStars - Planetariu

Pentru o listă completă, vez:i kdeedu

## Jocuri
- KAtomic - Puzzle
- KFoulEggs - Joc de Puyo Puyo
- Klickety - Puzzle
- KMines - Joc Minesweeper
- Kolf - Joc de Golf
- KReversi - Joc Othello/Reversi
- KSirtet - Tetris

Pentru o listă completă, vezi: Kdegames - Jocurile KDE

## Grafică
- DigiKam - Digital photo management
- Gwenview - Vizualizator de imagini
- KGhostView - Vizualizator pdf/ps
- Kolourpaint - Mic editor de imagini bitmap (Foarte asemănător cu MSPaint)
- KPDF - Vizualizator PDF
- KPhotoAlbum - Manager de fotografii
- KPovModeler - Modeling and composition program for creating POV-Ray scenes
- Krita - editor de imagini bitmap
- Kuickshow - Vizualizator de imagini
- KView - Vizualizator de imagini
- Okular - Vizualizator de documente universal
- ShowImg - Vizualizator de imagini

## Internet
- KGet - Download manager
- KMail - Client de e-mail
- KNetLoad - Network load graph viewer
- KNode - Usenet newsreader
- Konqueror - Manager de fișiere și web browser
- Kopete - Mesagerie instant
- KTorrent - BitTorrent client
- KMldonkey - A graphical frontend for MLDonkey
- KMyFirewall - Firewall configuration frontend
- KFTPGrabber - Graphical FTP client
- Akregator - RSS Feed reader

## Multimedia
- Amarok, cunoscut înainte ca amaroK - Player și manager muzical cu numeroase funcționalități
- ARts Builder - Application for building custom mixers, synthesizers, etc.
- juK - Jukebox and music manager
- K3b - Program pentru inscripționarea de medii CD and DVD
- Kaffeine - Multimedia player
- KDEnlive - Video editor
- kdetv - TV viewer
- Noatun - Multimedia player
- Rosegarden - Digital audio workstation
- KMPlayer - Video player plugin for Konqueror
- KPlayer - Multimedia player and library
- KAudioCreator - CD-ripper și encoder
- Codeine - A simple and usability-focused multimedia player
- ManDVD - Application to create DVD Video
- K9copy - A DVD authoring program, similar to DVD Shrink
- KSubtile - Subtitle editor
- SMPlayer - Multimedia player

## Office
- Kexi - Integrated Environment for Managing Data
- Kile - integrated LaTeX environment
- KPresenter - Presentation application
- KSpread - Spreadsheet
- KWord - Word processor
- TaskJuggler - Powerful project management tool
- KPlato - Powerful project management tool
- KDissert - mindmapping-like application to aid in creating general purpose documents
- KNoda - Integrated Environment for Managing Data

Mai vezi: KOffice - Suită office

## Personal Information Management
- KMyMoney - Personal finance manager
- Kontact - Personal information manager and groupware
- KOrganizer - Calendar și agendă
- KMobileTools - Mobile Phones manager

## Sistem
- KDE Control Center - Program pentru configurarea sistemului
- KDE System Guard - Enhanced task manager and system monitor
- KDM - Manager de logare
- Kinfocenter - Information about your computer
- KlamAV - ClamAV anti virus for KDE
- Konsole - Emulator de terminal
- Yakuake - Quake-style terminal emulator
- KWallet - Manager de parole
- Filelight - Shows how the disk space is being used, drawing it as a set of concentric pie-charts
- KDirStat - Graphical disk usage utility

## Jucării
- Karamba - Desktop applets program.
- KTeaTime - Tea cooking timer.
- KWorldClock - Displays the time anywhere on earth.
- AMOR - Amusing Misuse Of Resources. Desktop creature.
- Kodo - Measure how far you move your mouse.

## Utilități
- Ark - Utilitate pentru arhive
- Dolphin - Manager de fișiere
- BasKet Note Pads - Advanced multi-purpose note-taking application
- KCalc - Calculator
- KCharSelect - Character tool
- KDiskFree - Disk space information
- KHexEdit - Editor Hex Hex Editor
- Kooka - Program pentru scanner
- KRename - Batch renaming of files
- Krusader - Manager de fișiere cu două zone de lucru
- Ktnef - A utility for opening "winmail.dat" attachments generated by Microsoft Outlook
- K3b - Program pentru inscripționarea de medii CD and DVD
- KBarcode - barcode and label printing tool
- Kjots - Simple tool for taking notes
- KGPG - Interfață grafică pentru GnuPG
- KXML Editor - XML editor
- KDict - Advanced graphical client for the DICT protocol.
- KNetStats - Network device monitor.
- KLogWatch - Netfilter log file monitor.
- Knmap - KDE frontend to nmap.
- Smb4k - Program pentru accesarea SMB/CIFS

Format:Listdev